# مگس‌گیر خال‌دار
مگس‌گیر خالدار (نام علمی: Muscicapa striata) یک پرنده کوچک از راسته گنجشک‌سانان و تیره مگس‌گیران است. این پرنده در بیشتر بخش‌های اروپا و غرب آسیا زندگی می‌کند و پرنده‌ای مهاجر است که زمستان‌ها را در آفریقا و جنوب غربی آسیا سپری می‌کند. اندازه این پرنده تا ۱۳/۵ سانتی‌متر می‌رسد.

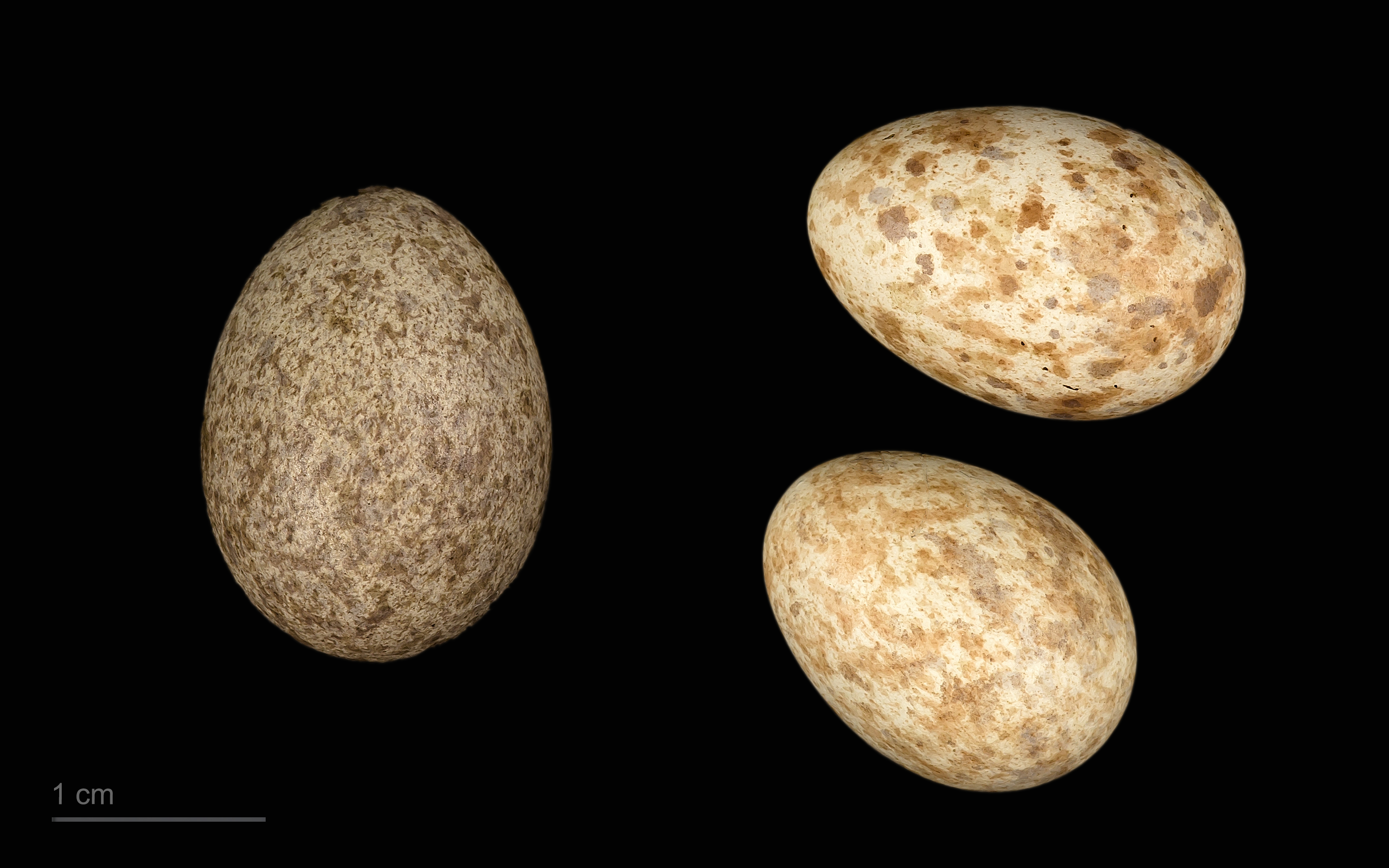
Cuculus canorus canorus + Muscicapa striata